# Kiss Me Deadly (canción)
«Kiss Me Deadly» (en español: —«Bésame mortalmente»—) es una canción escrita por Mick Smiley y publicada por Lita Ford en su álbum Lita, en 1988.
En 2009, VH1 colocó a «Kiss Me Deadly» en el número 76 de su lista de las «100 mejores canciones del hard rock».

## Posicionamiento en listas
| \| País \| Lista \| Posición \| Ref. \| \| 1988-89 \| 1988-89 \| 1988-89 \| 1988-89 \| \| -------------- \| ----------------------------- \| -------- \| ------- \| \| Estados Unidos \| Billboard (Hot 100) \| 12 \| [2] \| \| Estados Unidos \| Billboard (Album Rock Tracks) \| 40 \| \| |                               |          |       |
| País | Lista                         | Posición | Ref.  |
| 1988-89 |                               |          |       |
| Estados Unidos | Billboard (Hot 100)           | 12       | [ 2 ] |
| Estados Unidos | Billboard (Album Rock Tracks) | 40       |       |

## En la cultura popular
La canción «Kiss Me Deadly» se ha utilizado por lo menos una vez en el cine. Entre otra:

### Cine
- Capitana Marvel (2019).[3]